# Sujata Manohar
Sujata Vasant Manohar (28 de agosto de 1934) es una jueza india, magistrada de la Corte Suprema de la India de1994 a1999 y miembro de la Comisión Nacional de Derechos Humanos de este país de 2000 a 2004.

## Formación
Manohar nació en una familia con una sólida formación jurídica, su padre, Kantilal Thakoredas Desai, fue segundo presidente del Tribunal Supremo de Gujarat. Manohar se graduó de Elphinstone College, Bombay, y posteriormente en el Lady Margaret Hall, Oxford, donde estudió Filosofía, Política y Economía.

## Trayectoria
Tras sus estudios en Oxford, y haber aprobado simultáneamente todos los exámenes de abogacía, se incorporó al Colegio de Abogados de Lincoln's Inn. Después regresó a la India donde comenzó a ejercer su carrera jurídica en el Tribunal Superior de Bombay en 1958. Aunque se ocupó principalmente de asuntos comerciales, también trabajó en muchos casos de derecho de familia en el marco del programa de asistencia jurídica. Esto fue antes de que India tuviera un programa oficial de asistencia jurídica estatal, por lo que tuvo que asociarse como voluntaria en más de treinta organizaciones no gubernamentales.   
Tras 20 años de práctica, que incluyeron numerosos trabajos de interés público y gratuito, fue nombrada jueza del Tribunal Supremo de Bombay en 1978, lo que la convirtió en la primera mujer en ocupar ese cargo. En enero de 1994, se convirtió en la primera mujer en desempeñar el cargo de presidenta del Tribunal Supremo de Bombay. En abril de ese mismo año fue nombrada presidenta del Tribunal Supremo de Kerala, convirtiéndose de nuevo en la primera mujer en ocupar ese puesto. A finales de 1994, después de 16 años como jueza del Tribunal Supremo, fue nombrada magistrada del Tribunal Supremo de la India, el más alto tribunal indio, cargó del que se retiró en 1999. 
Como jueza, adoptó una postura decididamente independiente, defendiendo el Estado de Derecho frente a las presiones políticas. En una ocasión, tuvo que decidir sobre la constitucionalidad de un aspecto del programa de acción positiva de la India. El gobierno de entonces propuso exigir a las universidades que aplicaran un sistema de cuotas para la admisión a las titulaciones de investigación. Esto suponía que las plazas disponibles se repartirían entre los estudiantes según su casta y religión, no solo por sus méritos. La jueza Manohar dictaminó la inconstitucionalidad de la medida, a pesar de la fuerte reacción de ciertos grupos de presión, quienes, en una muestra de indignación pública, quemaron su efigie. 
Después de su jubilación, fue nombrada miembro de la Comisión Nacional de Derechos Humanos. Es miembro honorario del Lady Margaret Hall, Oxford, y jueza honoraria de Lincoln's Inn, Londres. Además de patrocinadora del Commonwealth Law Journal de la Universidad de Oxford. En 2021 fue galardonada con la Medalla de Honor Ruth Bader Ginsburg que otorga la World Jurist Association y la World Law Foundation. Este premio reconoce a mujeres juristas que han defendido el estado de derecho y consolidado los avances de la sociedad en materia de igualdad de género. El premio es un homenaje a la jurista Ruth Bader Ginbsburg, abogada estadounidense y jueza de la Corte Suprema de los Estados Unidos desde 1993 hasta su muerte en 2020, quien se destacó por su trabajo  a favor de la igualdad de género.